# ホソヤコーポレーション
株式会社ホソヤコーポレーションは、千葉県佐倉市に本社を置く冷凍食品・チルド食品事業を展開する株式会社。
1990年代までは、フジテレビ等東京キー局でCMを放送していた。
1990年中期ぐらいまで神楽坂・神保町に、とんかつ村という名称の飲食店を出店していた。

## 沿革
- 1907年 - 創業。
- 1952年2月 - 細谷畜産株式会社に改組し株式会社化。
- 1984年10月 - 商号を株式会社ホソヤミートに変更。
- 1989年8月 - 関西営業所を開設。
- 1990年4月 - 東北営業所を開設。
- 2003年9月 - 商号を株式会社ホソヤコーポレーションに変更。

## 発売商品
- 冷凍食品
- チルド食品
  - 肉春巻
  - 肉餃子
  - 肉焼売
  - 贅沢餃子

その他